# Syrigma sibilatrix
L'airone fischiatore (Syrigma sibilatrix (Temminck, 1824) è un uccello della famiglia degli Ardeidi, diffuso in Sud America. È l'unica specie nota del genere Syrigma .